# شاي جزائري
الشاي الجزائري هو مشروب تقليدي واسع الانتشار في الجزائر، خاصة في المناطق الصحراوية والجنوبية، ويُعد جزءًا من الثقافة الشعبية والضيافة اليومية. يتميز هذا الشاي بطعمه القوي، ورغوته الكثيفة، ونكهته الخاصة التي تُكسبها أوراق النعناع الطازجة.

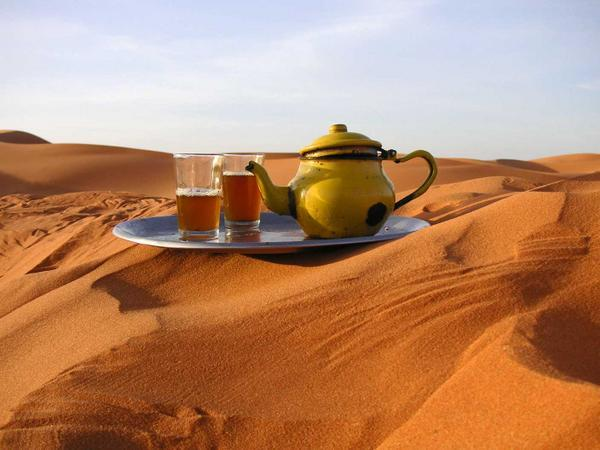
الشاي الجزائري الصحراوي الأصيل

## التاريخ والأصل
رغم أن الشاي لم يكن معروفًا في شمال إفريقيا قبل القرن التاسع عشر، إلا أنه سرعان ما أصبح جزءًا لا يتجزأ من الحياة اليومية في الجزائر، خاصة بين الطوارق وسكان الجنوب، حيث اكتسب خصوصيته المحلية. يُعرف الشاي هناك باسم "أتاي".

## المكونات
يتكون الشاي الجزائري التقليدي من:
الشاي الأخضر (خصوصًا من نوع "بارود")
النعناع الطازج (ويُستخدم المجفف في فصل الشتاء)
السكر (يُستخدم بكميات كبيرة نسبيًا)
الماء

## طريقة التحضير
يُحضَّر الشاي الجزائري في إبريق معدني يوضع على نار هادئة أو جمر. يُغسل الشاي أولاً بالماء الساخن للتخلص من المرارة، ثم يُضاف إليه السكر والماء، ويُترك ليغلي. بعد ذلك، يُضاف النعناع وتبدأ مرحلة "خلط الشاي"، حيث يُسكب بين الكؤوس والإبريق عدة مرات حتى تتكون رغوة كثيفة. يُقدَّم عادة في ثلاث جولات، تختلف في الطعم والتركيز.

## في المناسبات الاجتماعية
يُعدّ الشاي ركنًا أساسيًا في اللقاءات العائلية والمجالس، كما يُقدَّم في مختلف المناسبات الاجتماعية مثل الأعراس، والختان، والتجمّعات الدينية، وجلسات السمر. وفي المناطق الصحراوية، يتم تقديم الشاي على ثلاث جولات متتالية، كل واحدة منها تحمل طابعًا رمزيًا، يُقال عنها في الثقافة المحلية:
"الشاي الأول مرّ كالحياة،
الثاني حلو كالحب،
الثالث خفيف كالموت."
تحضير الشاي يتم عادة من قبل شخص يُتقن فن "الرغوة" وخلطه، ويُنظر إلى تحضيره كعلامة على الذوق والكرم.

## الانتشار
رغم أن الشاي يُستهلك في جميع مناطق الجزائر، إلا أن الطريقة التقليدية لتحضيره تنتشر أكثر في الجنوب، بينما تختلف طرق التقديم والتحضير قليلًا في المدن الشمالية.

## انظر ايضا
• المطبخ الجزائري
• ثقافة الشاي
• شاي اخضر